# Black Thought
Black Thought, de son vrai nom Tariq Luqmaan Trotter, né le 3 octobre 1973 à Philadelphie, Pennsylvanie, est un rappeur et acteur américain.
Fondateur du groupe de hip-hop The Roots avec Questlove, il en est le leader. Son flow technique lui vaut souvent des éloges, autant de la part de ses confrères que de ses fans. Black Thought est également acteur.

## Biographie

### Jeunesse
Tariq Luqmaan Trotter est né le 3 octobre 1973 à Philadelphie, dans l'état de Pennsylvanie aux États-Unis. Il est le fils de Thomas et Cassandra Trotter, membres du Nation of Islam. Son père est assassiné alors que Trotter a un an et sa mère connait le même sort durant son adolescence. Il vend brièvement de la cocaïne et est envoyé pour quelques mois à Détroit auprès de sa famille. Trotter étudie le journalisme à la Philadelphia High School for the Creative and Performing Arts et à la Millersville School. Il rencontre Ahmir Thompson, alias Questlove, en 1987 et forment un duo qui se produit dans les rues de Philadelphie. Trotter sera ensuite quelque temps l'un des deux MCs du groupe The Square Roots. L'autre rappeur s'avère être Malik B., que Trotter a rencontré à l'université.

### Carrière

#### The Roots
The Square Roots se renomment The Roots et sortent leur premier album, Organix, en 1993. The Roots signe pour DGC Records et dévoile son second album, Do You Want More?!!!??! en 1995. Enregistré sans aucun échantillonnage, l'album était principalement populaire parmi les fans de musique alternative que ceux du hip-hop. Autour de la sortie de l'album, The Roots s'est produit au festival de musique alternative Lollapalooza et au Montreux Jazz Festival. Illadelph Halflife, paru en 1996, est devenu leur premier album à figurer dans les quarante premières places du Billboard 200, grâce notamment au succès du single What They Do. Le quatrième album du groupe, Things Fall Apart, sort en 1999.
En 2000, The Roots remporte le Grammy Award de la meilleure performance rap par un duo ou un groupe pour le single You Got Me, supporté par les featurings d'Erykah Badu et Eve. L'album Things Fall Apart est d'ailleurs nommé pour le prix du meilleur album rap. The Roots est resté par la suite actif en sortant Phrenology en 2002, The Tipping Point en 2004, Game Theory en 2006, Rising Down en 2008, How I Got Over en 2010, Undun en 2011 et …And Then You Shoot Your Cousin en 2014.

#### Carrière solo
En parallèle de sa carrière avec The Roots, Black Thought développe une carrière solo active et variée. Ainsi, il se lance dans le monde du cinéma et participe à des films tels que The Very Black Show en 2000.
En 2017, il se distingue lors d'un freestyle de 10 minutes, dans l'émission hostée par Funkmaster Flex sur la station HOT 97. Une performance unanimement saluée par des pairs tels que Statik Selektah, Black Milk, The Alchemist, Questlove, Diddy ou Styles P.
Le 1er juin 2018, il sort son premier EP solo, Streams of Thought Vol.1 (produit par 9th Wonder) comportant des featurings avec Rapsody , Styles P et Kirby.

## Discographie

### Mixtape
- 2015 : The Live Mixtape (avec DJ Period)

### EP
- 2018 : Streams of Thought, Vol. 1

## Filmographie
- 2000 : The Very Black Show
- 2001 : Brooklyn Babylon
- 2001 : Perfume
- 2002 : Brown Sugar
- 2004 : Love Rome
- 2008 : Explicit IIIs
- 2010 : Night Catches Us
- 2011 : Folie meurtrière
- 2011 : Yelling to the Sky
- 2014 : Get On Up
- 2015 : Stealing Cars
- 2017 : The Deuce